# 米凯莱托·阿滕多罗
米凯莱托·阿滕多罗（西班牙語：Micheletto Attendolo），（1370年—1463年），文艺复兴时期欧洲意大利的军事将领与风云人物。出身于贵族家庭，曾服务于佛罗伦萨共和国并率军指挥战争，后因为战争失败而失势，在软禁中死去。

## 扩展阅读
- Rendina, Claudio. . Rome: Newton Compton. 1994.